# Bicheno
Bicheno är en ort i Australien. Den ligger i kommunen Glamorgan/Spring Bay och delstaten Tasmanien, i den sydöstra delen av landet, omkring 140 kilometer nordost om delstatshuvudstaden Hobart. Antalet invånare är 640.
Trakten är glest befolkad. 
Genomsnittlig årsnederbörd är 846 millimeter. Den regnigaste månaden är november, med i genomsnitt 122 mm nederbörd, och den torraste är januari, med 42 mm nederbörd.